# Emil Kostadinov
Emil Lubčov Kostadinov (bolgarsko: Емил Любчов Костадинов), bolgarski nogometaš, * 12. avgust 1967, Sofija, Bolgarija.

## Klubska kariera
Kostadinov je svojo nogometno pot začel v klubu CSKA Sofija. Skupaj s Hristom Stoičkovim in Luboslavom Penevom je tvoril udarno trojko kluba, ki je trikrat osvojil Bolgarsko nogometno prvenstvo in trikrat Nogometni pokal Bolgarije. Enkrat je klub dosegel tudi polfinale Pokal pokalnih zmagovalcev. 
Med letoma 1990 in 1994 je igral za FC Porto, s katerim je dvakrat osvojil naslov portugalskega nogometnega prvaka in postal izjemno priljubljen pri navijačih. Kasneje je igral še za Deportivo de La Coruña, Bayern München (s katerim je leta 1996 osvojil Pokal UEFA), Fenerbahçe, FSV Mainz ter UANL Tigres.

## Dosežki
Bolgarki prvak: 1987, 1989, 1990
Bolgarski pokal: 1987, 1988, 1989
Portugalska Superliga: 1992, 1993
Portugalski pokal: 1991
Pokal UEFA: 1996

## Reprezentančna kariera
Kostadinov je bil med letoma 1988 in 1998 član Bolgarske nogometne reprezentance. Zanjo je zbral 70 nastopov in dosegel 26 golov.
Z reprezentanco je nastopil na Svetovnem prvenstvu v nogometu 1994 in se z njo uvrstil v polfinale. Nastopil je na vseh sedmih tekmah Bolgarije na prvenstvu, ni pa se vpisal med strelce.
Za Bolgarijo je nastopil tudi na |Evropskem prvenstvu v nogometu 1996. Leta 1998 je spet nastopil na  Svetovnem prvenstvu v nogometu 1998. 